# Шандалович, Элиссан Владимирович
Шандало́вич Элиссан Владимирович (род. 21 апреля 1964, Кривой Рог, Днепропетровская область) — российский общественный и политический деятель. Депутат Законодательного собрания Республики Карелия V—VII созывов (с 2011 года). Председатель Законодательного собрания Республики Карелия VI, VII-го созывов (с 2016 года). Заслуженный врач Республики Карелия.

## Биография
С пяти лет живёт в городе Медвежьегорск. Высшее образование по специальности «лечебное дело» получил на медицинском факультете Петрозаводского государственного университета, обучение в котором он окончил в 1990 году. С того времени и до 1991 года работал анестезиологом в Медвежьегорской ЦРБ. В 1991 году был назначен главным врачом Медвежьегорской ЦРБ. В 1997 году окончил обучение на экономическом факультете в ПГУ по специальности «менеджмент». С 2009 года работает главным врачом петрозаводской Республиканской больницы имени В. А. Баранова.

### Политическая карьера
4 декабря 2011 года на выборах в Законодательное собрание Республики Карелия 5-го созыва был избран депутатом местного парламента, возглавлял Комитет по социальной политике. 18 сентября 2016 года вновь победил на выборах в республиканское заксобрание. 6 октября этого же года был избран председателем парламента Карелии VI созыва. Его кандидатуру поддержали 29 депутатов. Против проголосовали двое. Прежний председатель Заксобрания Владимир Семёнов взял самоотвод, а против единственного конкурента, руководителя местного отделения КПРФ Евгения Ульянова, высказались 24 депутата.
В сентябре 2021 года победил на выборах депутатов Законодательного собрания Республики Карелия 7-го созыва. 6 октября 2021 года на первом пленарном внеочередном заседании республиканского парламента был избран его председателем. За него проголосовало 24 депутата законодательного собрания, в поддержку его оппонента, представителя КПРФ Сергея Андруневича, высказалось семь депутатов.
С декабря 2016 года по июль 2024 года – секретарь Карельского регионального отделения Всероссийской политической партии «Единая Россия». В настоящее время является членом регионального политического совета, членом президиума политического совета карельского отделения «Единой России».

## Личная жизнь
Женат. Имеет сына.

## Награды
- Медаль «За заслуги перед Республикой Карелией» (19 апреля 2019) — за высокие достижения в профессиональной деятельности и заслуги перед Республикой Карелия и ее жителями[15]
- Медалью ордена «За заслуги перед Отечеством» ІІ степени (13 июня 2024) — за активную законотворческую деятельность и многолетнюю добросовестную работ[16]